# أوليكساندر رومانتشك
أوليكساندر رومانتشك (بالأوكرانية: Романчук Олександр Володимирович)‏ (21 أكتوبر 1984 بكييف في أوكرانيا - ) هو لاعب كرة قدم أوكراني في مركز الدفاع. شارك مع منتخب أوكرانيا تحت 21 سنة لكرة القدم ومنتخب أوكرانيا لكرة القدم. أما مع النوادي، فقد لعب مع أرسنال كييف ودينامو كييف ونادي تافريا سيمفروبول ونادي دنيبرو دنيبروبتروفسك ونادي فورسكلا بولتافا ونادي ميتاليست خاركيف وديسنا تشرنيغوف وFC Dynamo-2 Kyiv ‏ ونادي فولين لوتسك.

## وصلات خارجية
- أوليكساندر رومانتشك على موقع اتحاد أوكرانيا (الإنجليزية)
- أوليكساندر رومانتشك على موقع قاعدة بيانات كرة القدم.إي يو (الإنجليزية)
- أوليكساندر رومانتشك على موقع ناشيونال فوتبول تيمز (الإنجليزية)
- أوليكساندر رومانتشك على موقع Soccerway.com (الإنجليزية)
- أوليكساندر رومانتشك على موقع عالم كرة القدم.نت (الإنجليزية)